# Distorsio burgessi
Distorsio burgessi là một loài ốc biển kích thước trung bình-nhỏ, là động vật thân mềm chân bụng sống ở biển trong họ Personidae.